# Dům U Ještěřice Orgy (Kadaň)
 Dům U Ještěřice Orgy  (čp. 287) je měšťanský dům na Špitálském předměstí v ulici Říční (dříve Kožná) v Kadani.

## Dějiny domu a jeho majitelé
Dům U Ještěřice Orgy v Říční ulici patří k původní zástavbě historického Špitálského předměstí. Nalézá se v bezprostřední blízkosti špitálního kostela Stětí sv. Jana Křtitele, v jádře románské stavby, zbudované na konci na konci 12. století rytířským řádem johanitů. U kostela býval kdysi špitál a kolem i jeden z kadaňských hřbitovů. Kostelní areál je od domu U Ještěřice Orgy oddělen úzkou Svatojánskou uličkou, dlážděnou kočičími hlavami, svažující se k řece Ohři a Nábřeží Maxipsa Fíka. Během archeologického výzkumu v roce 2010 našli archeologové poblíž domu dvě pece z konce 12. století, kde se v tehdejších johanitských časech pekl chleba a pravděpodobně i hostie pro zmíněný kostel. Dům zřejmě vyhořel roku 1635, kdy lehla popelem polovina Kožné ulice. Sousedním domem býval na protější straně zbořený hostinec U Českého lva, který byl jedním z center spolkového života na Špitálském předměstí. Dům U Ještěřice Orgy byl koncem 19. století ve vlastnictví rukavičkáře Antona Uhliga, jehož řemeslo tehdy v Kadani velmi vzkvétalo. Cech rukavičkářů byl v Kadani založen roku 1785 a jejich výrobky se prodávaly nejen v českých, rakouských a uherských zemích, ale exportovaly se také do Německa, Anglie a USA. Kadaňské rukavice získaly i řadu ocenění na světových výstavách v Londýně (1862) a Paříži (1867). V domě též bydlel sedlák Anton Beitl se svým synem Franzem, ševcovským pomocníkem. Dne 2. října 1904 při posledním velkém požáru Špitálského předměstí, který zachvátil Říční a Žateckou ulici, dům vyhořel. K roku 1914 v něm bydlela Pauline Stöckerová, v roce 1925 pak manželé Franz a Marie Hornerovi. Ve třicátých letech 20. století se jako majitelé domu uvádějí manželé Rudolf a Luise Klosovi, kteří zde provozovali barvířství a roku 1931 jej nechali přestavět podle projektu kadaňského stavitele Paula Petera. Zároveň vlastnili i sousední dům čp. 288. V roce 1945 byl dům zkonfiskován československým státem, pročež v říjnu 1945 Místní správní komise rozhodla, že v ulicích Říčni a Na Příkopě bude vytvořeno ghetto pro zbylé německé obyvatelstvo. V roce 1964 byla asanována většina chátrajících domů v Říční a Žatecké ulici, stejně jako takřka celé Špitálské předměstí, a dům čp. 287 byl rovněž určen k demolici. V roce 1965 jej obývala paní Emilie Ulrychová, přičemž tehdejší komunistický národní výbor počítal s tím, že po její smrti dojde k jeho stržení. Dům však nakonec koupil Ing. Milan Pátek, který jej postupně rekonstruoval.

## Domovní znamení
Na fasádě domu U Ještěřice Orgy je umístěno originální umělecky vyvedené znamení, po němž nynější majitelé nazvali i svůj dům. Ještěrka je atributem personifikované logiky jakožto jednoho ze sedmera svobodných umění, jak je chápala středověká vzdělanost. Ještěrka či salamandr měla být též ve středověkých představách odolná vůči žáru, a dokonce prý byla schopna uhasit plameny. Proto bylo její znamení umisťováno na domy jako ochrana před ničivým ohněm. Autorem domovního znamení je výtvarník Josef Švancar. Polychromovaná skulptura je vytvořena ze dřeva jeřábu a její délka činí 1,34 m. Na dům manželů Ferencových byla umístěna 20. prosince 2009.

## Zajímavost
Podle pověsti se v Říční ulici mezi někdejším hostincem U Kotvy (čp. 293) a domem U Ještěřice Orgy v nočních hodinách toulá tajemný rytíř v brnění s halapartnou v ruce. Má symbolizovat jednoho z obránců královského města Kadaně, který kdysi, pravděpodobně během třicetileté války (1618–1648), statečně zahynul v boji s nepřátelskou přesilou. Jiná pověst však vypráví, že to není rytíř, nýbrž poslední strážný z věže Žatecké brány zbořené v roce 1832. Podle starých kadaňských kronik jej zde 24. listopadu 1653 těsně před půlnocí potkal měšťan Johannes Kraupner z Žatecké ulice (dříve Kovářské), který byl podivným zjevením pronásledován až k františkánskému klášteru Čtrnácti sv. Pomocníků a zpět až pod Kadaňský hrad.